# Malozalissea, Camenița
Malozalissea (în ucraineană Малозалісся) este un sat în comuna Velîkozalissea din raionul Camenița, regiunea Hmelnîțkîi, Ucraina.

## Demografie
Componența lingvistică a localității Malozalissea
     Ucraineană (100%)
Conform recensământului din 2001, toată populația localității Malozalissea era vorbitoare de ucraineană (100%).